# Гавриил (Маринакис)
Гавриил Маринакис (греч. Γαβριήλ Μαρινάκης, 1826, Ретимни, Османский Крит — 9 ноября 1866, Аркади) — игумен монастыря Аркади, политик, участник Критского восстания  1866 года. Своей героической смертью связал своё имя с событием, которое с 1866 года в греческой историографии и литературе именутся Холокост Аркади.

## Игумен

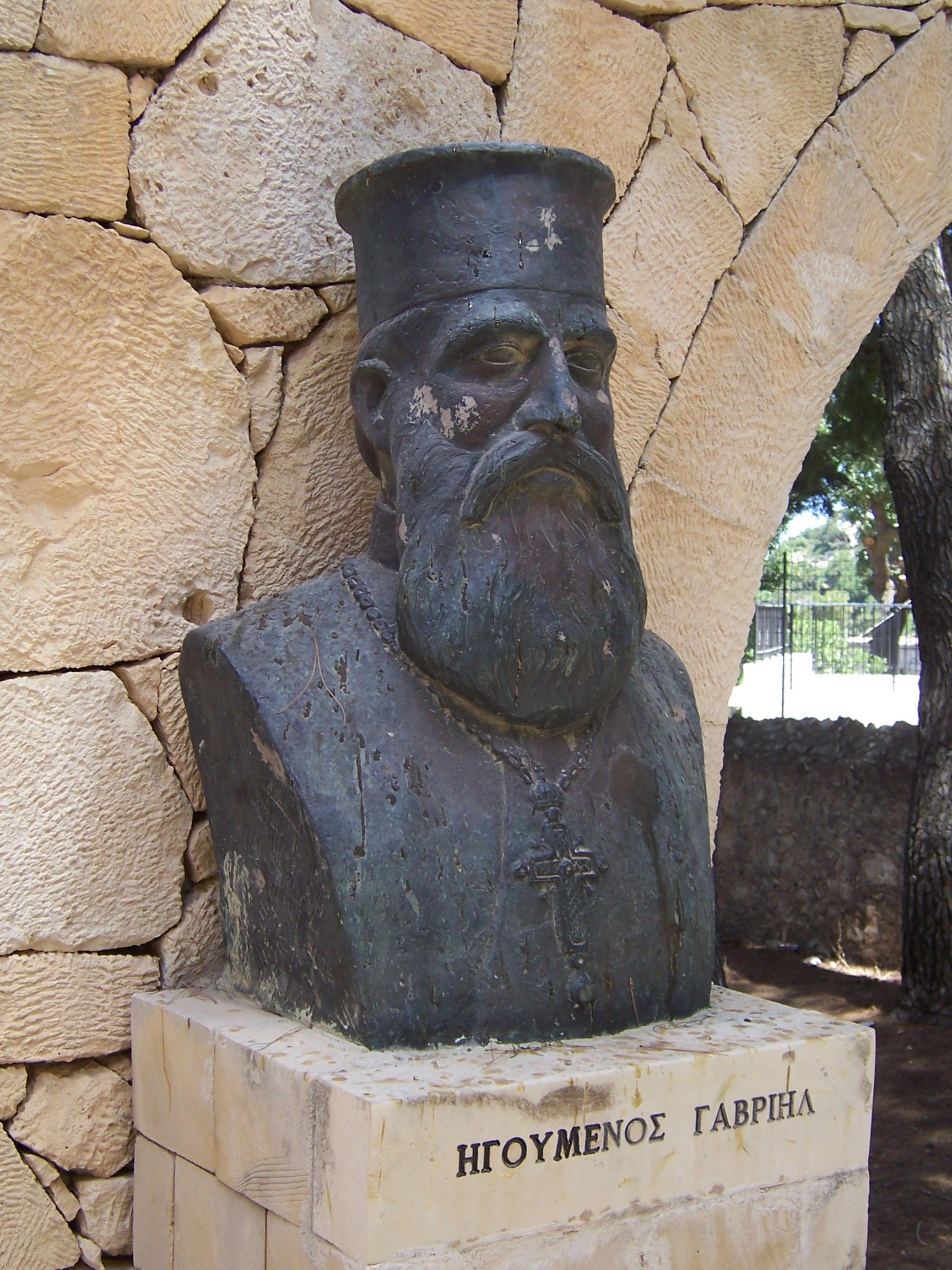
Бюст игумена Гавриила Маринакиса в монастыре Аркади

Гавриил Маринакис родился в селе Маргаритес, Ретимни около 1826 года.
В 1856 году был избран игуменом монастыря Аркади.
Проявил множество инициатив в развитии монастыря, в вопросах управления монастырской собственности, в создании монастырского кадастра. Сделал несколько личных даров монастырю, включая 69 оливковых деревьев.

## Холокост Аркади

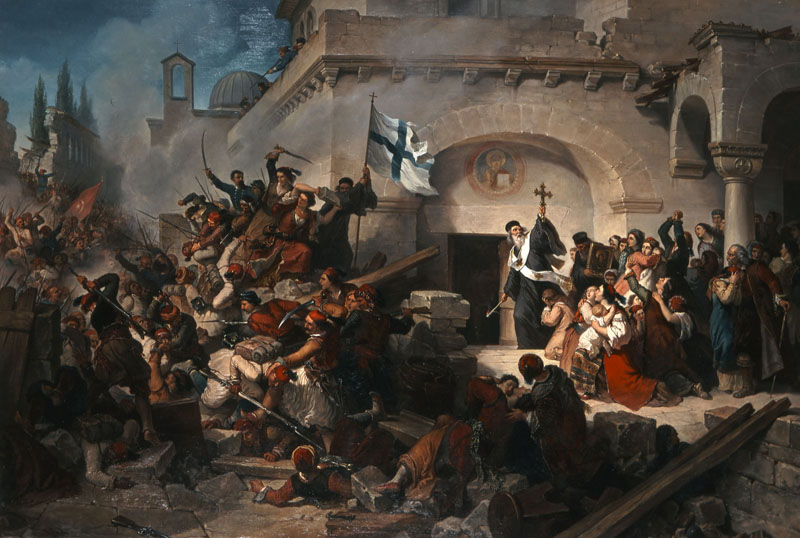
Художник Джузеппе Лоренцо Гаттери (1829—1884): «Холокост Аркади»

С началом Критского восстания 1866 года игумен Гавриил принял энергичное участие в революционных событиях.
1 октября 1866 года, представляя революционный комитет Ретимни, он принял участие в Генеральном собрании восставших во Фре, Ханья.
Собрание обратилось к консулам «Великих держав» на Крите, с просьбой, чтобы они не допустили массовой резни женщин и детей османскими силами.
В конце того же месяца он принял участие в военном совете, который состоялся в монастыре Аркади.
На военном совете выступил прибывший из Греческого королевства полковник Панос Коронеос.
Коронеос был участником Крымской войны, воюя на стороне российской армии, в составе добровольческого Греческого легиона.
Коронеос оценил обстановку на месте и пришёл к заключению, что с располагаемыми силами защитить монастырь не представляется возможным и что монастырь следует оставить.
Гавриил, вместе с другими монахами и критским военачальником Георгием Даскалакисом не согласились с предложением Коронеоса.
Одновременно они отвергли предложение Коронеоса уничтожить конюшни и мельницу, которые могли облегчить задачу туркам в ожидаемой осаде. Историки сходятся в мнении, что предложение Коронеоса было правильным, а его неисполнение Гавриилом было ошибкой.
Коронеос ушёл, оставив в монастыре 40 добровольцев из Греческого королевства, под командованием лейтенанта Иоанниса Димакопулоса.
6 ноября монастырь был окружён 15 тысячами турок, албанцев, египтян и местных мусульман.
За оградой монастыря находились 950 православных греков, из которых около 300 были вооружены. Остальные были детьми и безоружными женщинами и стариками.
Турки пошли на приступ через 2 дня. Игумен воодушевлял защитников монастыря и сам принимал участие в бою. Последние защитники монастыря продержались до 9 ноября, после чего, как пишет английский историк Д. Дакин, «взорвали пороховые погреба, также как это сделали защитники Месолонгиона 40 годами раннее», приняв героическую смерть и отправив на тот свет десятки наседавших турок.
Большинство исследователей предполагают, что Гавриил был убит в последний день осады. Некоторые из них полагают, что он покончил жизнь самоубийством, чтобы не попасть туркам в плен.
Турки надругались над телом игумена Гавриила и обезглавили труп, демонстрируя его голову в разных регионах Крита. Обезглавленное тело было захоронено во дворе монастырской церкви.